# Alejandro Davidovich Fokina
Alejandro Davidovich Fokina (ur. 5 czerwca 1999 w Maladze) – hiszpański tenisista pochodzenia szwedzko-rosyjskiego, reprezentant Hiszpanii w Pucharze Davisa, olimpijczyk z Tokio (2020), zwycięzca juniorskiego Wimbledonu 2017.

## Kariera tenisowa
Zawodowym tenisistą został w 2017 roku. W 2018 roku osiągnął pierwszy finał turniej rangi ATP Challenger Tour, w Szczecinie, w którym przegrał z Guidem Andreozzim, awansując do zawodów po przejściu kwalifikacji.
W cyklu ATP Tour finalista trzech turniejów w grze pojedynczej oraz mistrz jednego turnieju w grze podwójnej.
Od 2022 roku reprezentant Hiszpanii w Pucharze Davisa.
W 2021 roku zagrał na igrzyskach olimpijskich w Tokio, awansując w zawodach singlowych do trzeciej rundy, natomiast w deblu odpadł razem z Pablem Carreño-Bustą w pierwszej rundzie.
W rankingu gry pojedynczej najwyżej był na 21. miejscu (21 sierpnia 2023), a w klasyfikacji gry podwójnej na 196. pozycji (21 lutego 2022).

### Finały w turniejach ATP Tour
| Legenda                                      |
| -------------------------------------------- |
| Wielki Szlem                                 |
| Igrzyska olimpijskie                         |
| Tennis Masters Cup / ATP Finals              |
| ATP Masters Series / ATP Tour Masters 1000   |
| ATP International Series Gold / ATP Tour 500 |
| ATP International Series / ATP Tour 250      |

#### Gra pojedyncza (0–3)
| Końcowy wynik | Nr | Data             | Turniej      | Nawierzchnia | Przeciwnik         | Wynik finału  |
| ------------- | -- | ---------------- | ------------ | ------------ | ------------------ | ------------- |
| Finalista     | 1. | 17 kwietnia 2022 | Monte Carlo  | Ceglana      | Stefanos Tsitsipas | 3:6, 6:7(3)   |
| Finalista     | 2. | 16 lutego 2025   | Delray Beach | Twarda       | Miomir Kecmanović  | 6:3, 1:6, 5:7 |
| Finalista     | 3. | 1 marca 2025     | Acapulco     | Twarda       | Tomáš Macháč       | 6:7(6), 2:6   |

#### Gra podwójna (1–0)
| Końcowy wynik | Nr | Data           | Turniej  | Nawierzchnia | Partner                 | Przeciwnicy                  | Wynik finału |
| ------------- | -- | -------------- | -------- | ------------ | ----------------------- | ---------------------------- | ------------ |
| Zwycięzca     | 1. | 29 lutego 2020 | Santiago | Ceglana      | Roberto Carballés Baena | Marcelo Arévalo Jonny O’Mara | 7:6(3), 6:1  |

### Finały juniorskich turniejów wielkoszlemowych

#### Gra pojedyncza (1–0)
| Końcowy wynik | Nr | Data          | Turniej           | Nawierzchnia | Przeciwnik  | Wynik finału |
| ------------- | -- | ------------- | ----------------- | ------------ | ----------- | ------------ |
| Zwycięzca     | 1. | 16 lipca 2017 | Wimbledon, Londyn | Trawiasta    | Axel Geller | 7:6(2), 6:3  |